# Tiệc đứng

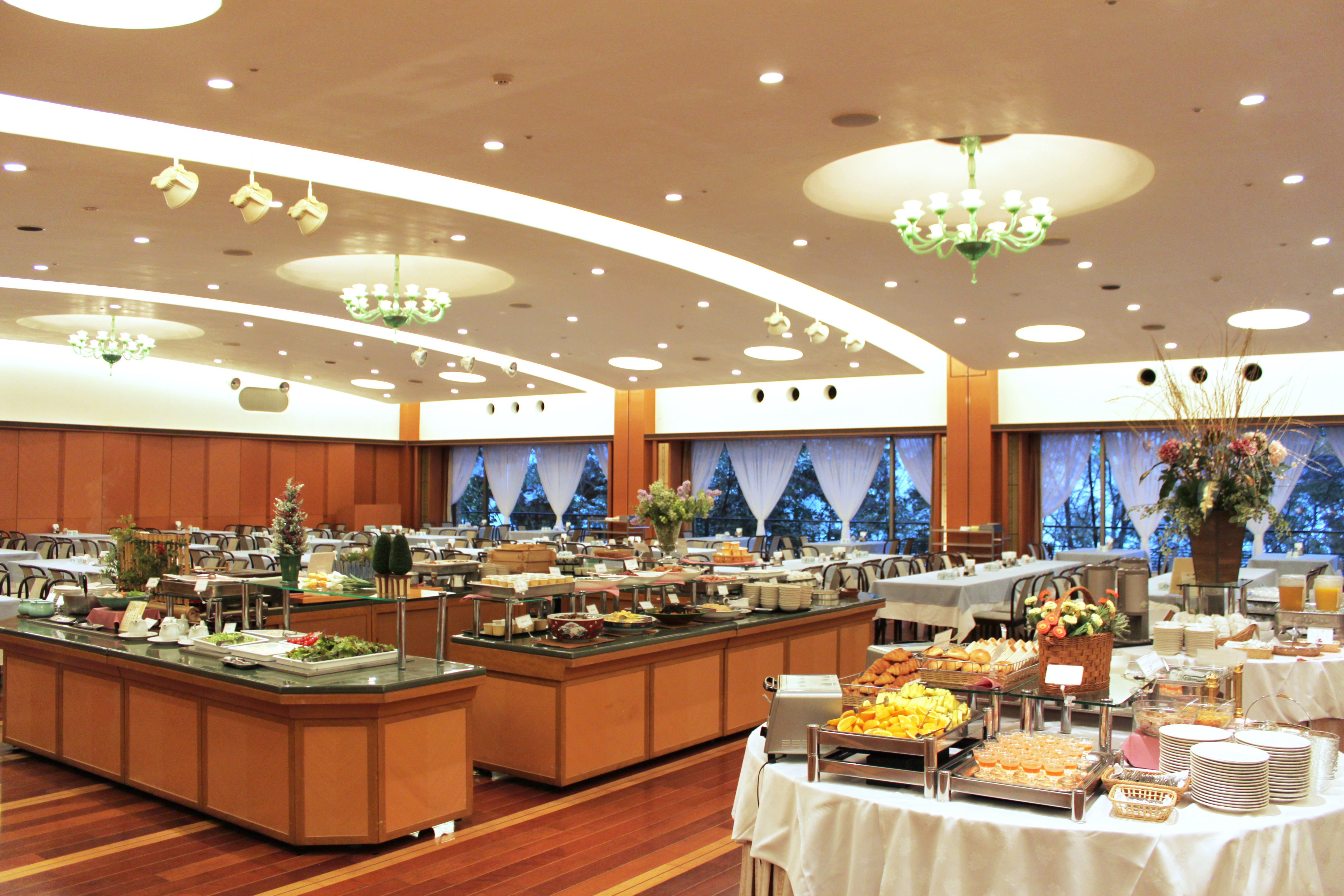
Bữa sáng tự chọn gồm các món ăn sáng kiểu Nhật & phương Tây tại Nishimuraya Shogetsutei ở Kinosaki Onsen, Nhật Bản.

Tiệc đứng (Búp phê) (tiếng Anh: buffet) là một hệ thống phục vụ các bữa ăn trong đó thực phẩm được đặt ở khu vực công cộng nơi các thực khách tự phục vụ theo nhu cầu. Tại Việt Nam, thường được gọi là tiệc búp phê hoặc búp phê (bắt nguồn từ tiếng Pháp buffet /byfɛ/).